# Agylla subcinerea
Agylla subcinerea là một loài bướm đêm thuộc phân họ Arctiinae, họ Erebidae.